# Ii Naosuke
Ii Naosuke (井伊 直弼?; Hikone, 29 novembre 1815 – Edo, 24 marzo 1860) fu daimyō di Hikone (1850–1860) e in seguito tairō (reggente) dello shogunato Tokugawa, posizione che mantenne dal 23 aprile 1858 fino alla morte, avvenuta il 24 marzo 1860.
È celebre per la firma del trattato di Harris con gli Stati Uniti d'America, che garantì l'accesso ai porti giapponesi a tutti i mercanti e marinai americani, e l'extraterritorialità ai cittadini statunitensi. Fu anche un praticante dello stile Sekishū-ryū (石州流?) della cerimonia del tè, e tra i suoi scritti vi sono almeno due opere ad essa dedicate.
Sotto la sua guida, lo shogunato Tokugawa superò una successione shogunale particolarmente combattuta in seguito alla morte di Tokugawa Iesada, rimasto senza eredi diretti. Ii riuscì inoltre a ripristinare il potere politico dello shogunato per l'ultima volta prima del periodo Meiji. Venne in seguito assassinato il 24 marzo 1860 durante l'incidente di Sakuradamon (桜田門外の変?, Sakuradamon gai no hen) da parte di un gruppo di 18 samurai (17 provenienti dal dominio di Mito e uno dal dominio di Satsuma).

## Biografia

### Vita e formazione
Ii Naosuke nacque il 29 novembre 1815, 14° figlio di Ii Naonaka, daimyō di Hikone, e una concubina. In quanto 14° figlio, non era in linea di successione per una posizione prominente all'interno del clan Ii, e venne quindi inviato fin da giovane in un tempio buddhista dove poté vivere grazie ad un piccolo stipendio offerto dalla sua famiglia. Per sua fortuna, i suoi 13 fratelli maggiori vennero poi adottati da altre famiglie in bisogno di erede o morirono prima di poter prendere il posto del padre come daimyō. E grazie a ciò, quando il padre morì nel 1850, Ii venne richiamato dal monastero e divenne il daimyō di Hikone. In quanto fudai daimyō (daimyō vassalli diretti dei Tokugawa), ottenne una posizione prominente nel bakufu, l'assemblea di consiglio dello shōgun.
Ii venne coinvolto fin da subito nella politica nazionale, diventando rapidamente il capo di una coalizione di daimyō. Nel 1853 si espresse in merito ai negoziati giapponesi con il Commodoro Matthew C. Perry. Avendo capito immediatamente che il Giappone era "di fronte ad una urgente emergenza militare", Ii propose di approfittare della relazione tra Giappone e Olanda per ritardare le trattative e nel frattempo costituire un corpo di forze armate in grado di resistere ad un'invasione, e raccomandò di aprire solo il porto di Nagasaki agli scambi mercantili con gli stranieri. Si oppose al consigliere shogunale Abe Masahiro (阿部正弘?) che tentava di placare la fazione anti-stranieri e si mise a capo di un gruppo di fudai daimyō allo scopo di deporlo e rimpiazzarlo con Hotta Masayoshi (堀田正睦?). Ciò gli alienò molti daimyō riformisti, portandoli a rafforzare i loro rapporti con la Corte imperiale.

### Reggenza

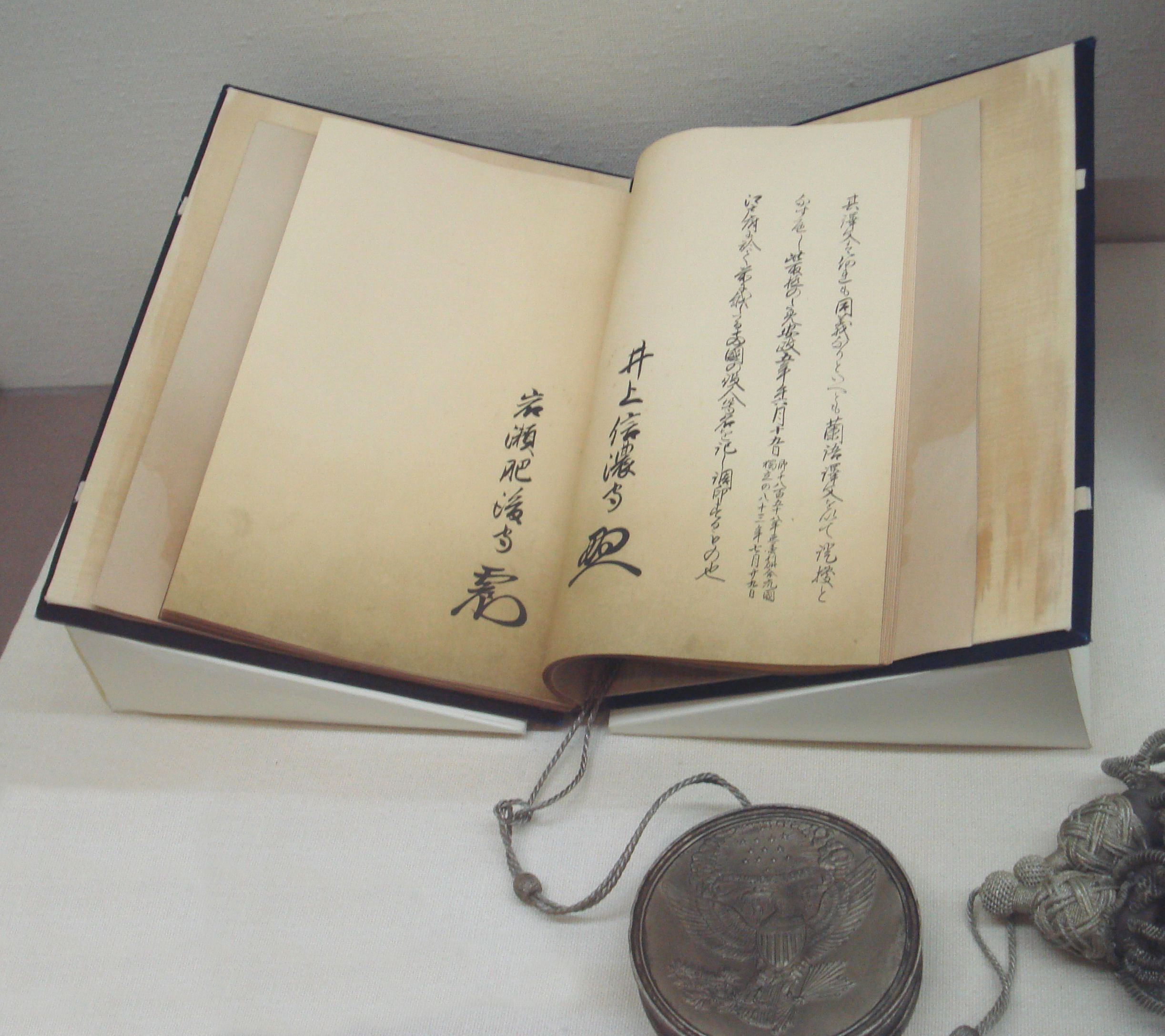
Il trattato di Harris, firmato il 29 luglio 1858

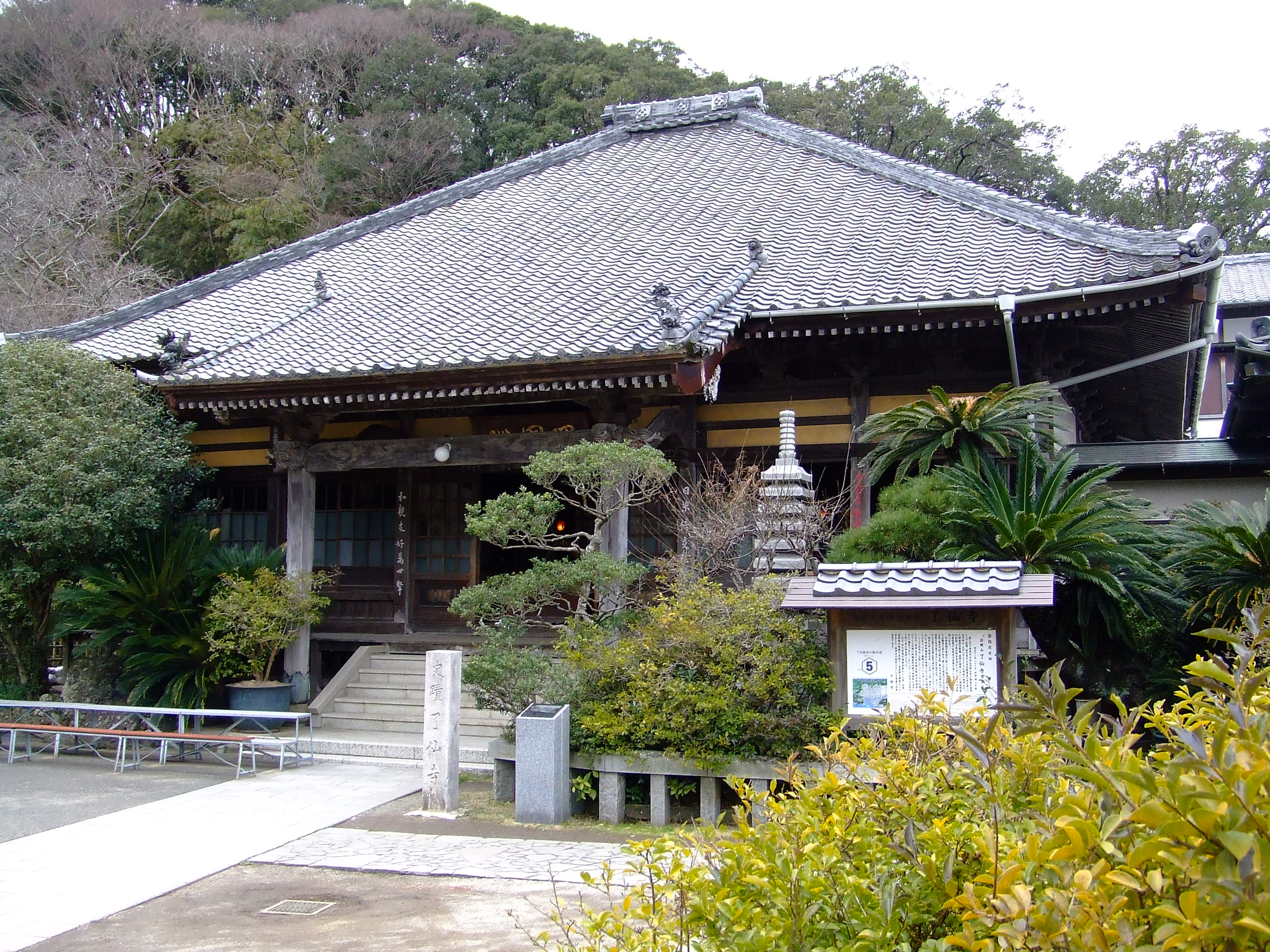
Il tempio di Ryōsenji a Shimoda, dove venne firmato il trattato di Harris

Nel 1858, in seguito al maldestro tentativo di Hotta Masayoshi di ottenere l'approvazione da parte dell'Imperatore Kōmei del Trattato di Harris, lo shōgun Tokugawa Iesada (徳川家定?) scelse Ii Naosuke per assumere la carica di tairō (大老? reggente, lett. "grande anziano"). Si trattò di una decisione influenzata dal ramo Kii del clan Tokugawa. La carica di Tairō, per quanto assegnata raramente, veniva spesso assunta dalla famiglia Ii: tra il 1700 e l'ascesa di Ii Naosuke 158 anni più tardi ci sono stati tre Tairō appartenenti alla famiglia Ii e uno solo appartenente ad un'altra famiglia. L'assunzione della carica di tairō da parte di Ii contrariò molti dei Shinpan daimyō incluso Tokugawa Nariaki. In qualità di tairō, Ii Naosuke ebbe prestigio e potere secondi solo allo shōgun; poté inoltre contare sul pieno supporto dei fudai daimyō e, con il loro appoggio, agì con determinazione nel ripristinare il potere politico del bakufu, sia nella politica interna che estera.
Ii Naosuke considerò il trattato di Harris, negoziato da Hotta Masayoshi con al diplomatico americano Townsend Harris, come nei migliori interessi giapponesi. In linea con il protocollo chiese alle tre casate del Gosankyō (御三卿? , i tre rami della famiglia Tokugawa) le loro opinioni sulla stesura. Tuttavia si trovò a far fronte alle politiche ostruzioniste messe in atto dalla fazione Hitotsubashi capitanata da Tokugawa Nariaki, padre di Yoshinobu e discendente di Mito Kōmon.
Ii non era intenzionato a firmare il trattato senza l'approvazione dell'Imperatore Kōmei, tuttavia i daimyō della fazione Hitotsubashi tentarono in ogni modo di impedirgli di presentare a questi il trattato, rifiutandosi di appoggiare il documento. Allo stesso tempo Harris aveva iniziato a fare pressione sugli ufficiali giapponesi per ottenere una firma del trattato. Ii decise di non rischiare un aggravamento dei rapporti con gli americani e il 29 luglio 1858, incoraggiato dal pieno supporto dei funzionari del bakufu, ordinò la firma del trattato. In seguito alla firma, il bakufu si trovò a negoziare simili trattati ineguali con gli olandesi, i russi, i britannici e i francesi. Il ripristino del potere e della sovranità giapponese, persi a causa dei trattati firmati da Ii Naosuke, diventarono poi la base per una larga parte delle politiche formulate durante il periodo Meiji.

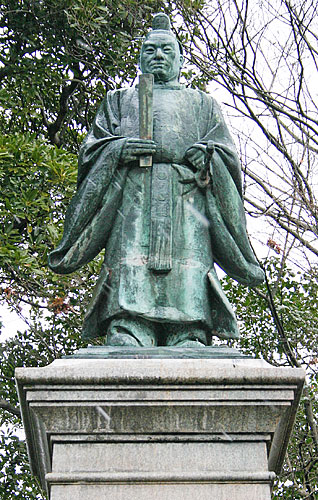
Statua di Ii Naosuke presso il castello di Hikone

A causa della fragile salute dello shōgun Iesada, i membri della fazione Hitotsubashi tentarono di costringere Ii a sostenere Tokugawa Yoshinobu come possibile successore. La sua candidatura venne avanzata dalla fazione riformista, capitanata da suo padre Nariaki, e i suoi sostenitori posero l'accento sulla sua esperienza e abilità nelle decisioni politiche. Ii era consapevole che il Giappone aveva bisogno di una guida forte, ma al contrario dei daimyō riformisti, non era preparato ad accettare una leadership estranea alle tradizionali forme di governo. Il bakufu preferì quindi il dodicenne daimyō di Kii, Tokugawa Yoshitomi, come erede dello shōgun: la sua giovane età e l'inesperienza avrebbero reso più facile poterlo influenzare e controllare.
In modo da porre fine alle interferenze esterne nelle politiche del bakufu, poco dopo la firma del Trattato di Harris Ii proclamò che la successione shogunale era una faccenda privata del clan Tokugawa e che gli shinpan daimyō e l'Imperatore non avevano alcun diritto di interferire. In tal modo, in virtù della sua carica di Tairō Ii era ora libero di influenzare la decisione in favore di qualsiasi candidato di sua preferenza senza alcuna opposizione. Riuscì ad ignorare i daimyō che supportavano Yoshinobu e nominò al suo posto il candidato dei fudai daimyō, Yoshitomi, che prese il nome di Tokugawa Iemochi come 14º shōgun Tokugawa.
La decisione di Ii non fu vista di buon occhio da parte dei lealisti imperiali e in particolare dai samurai di Mito. Verso la fine del 1858 i riformisti incontrarono l'Imperatore con la speranza di poter fermare Ii. In risposta al tentativo di Tokugawa Nariaki e dei suoi sostenitori di denunciarlo alla Corte Imperiale, Ii emanò un decreto shogunale che gli permise di dare inizio all'Epurazione Ansei (安政の大獄?, Ansei no taigoku). Durante il resto del 1858 e del 1859 il decreto colpì oltre 100 funzionari del bakufu, della Corte Imperiale e dei possedimenti di vari daimyō. Otto dei funzionari epurati vennero giustiziati; gli altri vennero condannati all'esilio. Durante l'Epurazione Ii Naosuke costrinse i sostenitori di Yoshinobu a ritirarsi e pose la famiglia Hitotsubashi agli arresti domiciliari. Riuscì inoltre a rimuovere dalle cariche amministrative i funzionari che avevano espresso malcontento per le sue decisioni politiche.

### Kōbu gattai

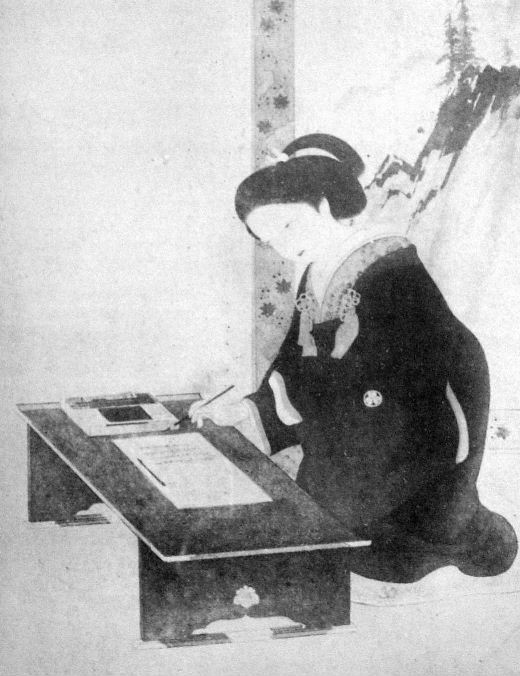
Kazu-no-Miya Chikako, la moglie di Tokugawa Iemochi

All'inizio del 1859 un agente del bakufu infiltrato alla Corte Imperiale, Nagano Shuzen (長野主膳?), propose a Ii Naosuke di effettuare una politica di Kōbu gattai (公武合体? , "Unione della Corte imperiale e dello shogunato"). Questa mossa, che aveva l'obiettivo di collegare Kyoto ed Edo in modo da supportare l'ormai decadente shogunato con il prestigio della Corte Imperiale, si sarebbe concretizzata attraverso il matrimonio fra lo shōgun e la sorella più giovane dell'Imperatore, la principessa Kazu-no-Miya Chikako (和宮親子内親王?). Ii comunicò le sue intenzioni alla Corte attraverso il suo ambasciatore Manabe Akikatsu (間部詮勝?), che venne incaricato di verificare se la Corte avrebbe accettato il matrimonio proposto fra Iemochi e la principessa Kazunomiya. Konoe Tadahiro (近衛忠熙?), un prominente funzionario di Corte, inizialmente rispose con favore alla proposta, affermando che un matrimonio fra i due era possibile. Tuttavia, nel marzo del 1859 Konoe fu costretto a ritirarsi in seguito all'Epurazione Ansei e l'idea del Kōbu gattai smise di venire considerata almeno fino al 1861, dopo la morte di Ii Naosuke. In quello stesso anno, in seguito ad un ulteriore deterioramento dello shogunato, avvenne finalmente il matrimonio fra Iemochi e la principessa Kazunomiya, che tuttavia ebbe breve durata, a causa della morte dello shōgun nel 1866.

### Morte e conseguenze

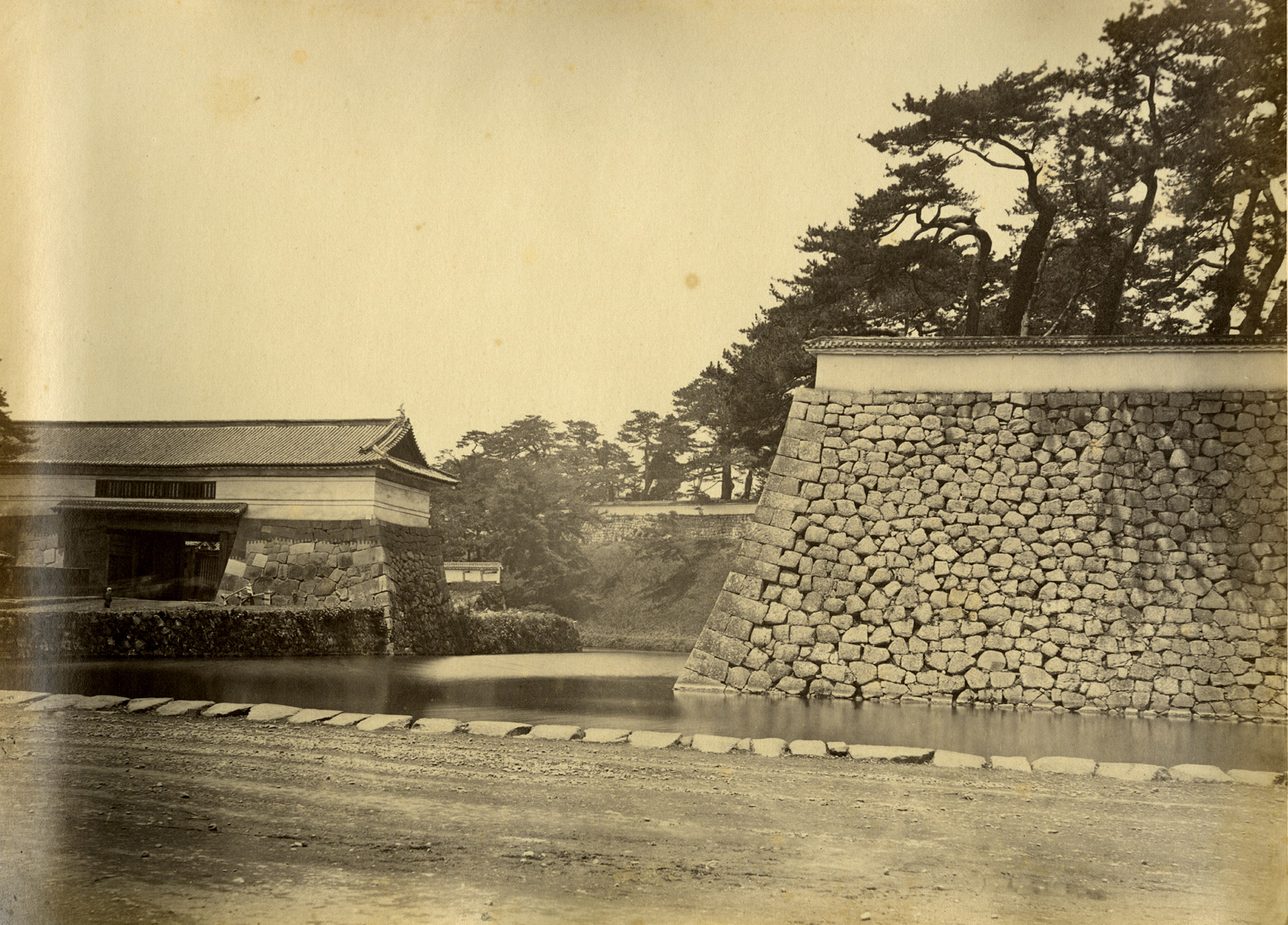
Il Cancello di Sakurada (Sakuradamon) del Castello di Edo. Fotografia di Felice Beato, 1863-1870.

Nonostante l'Epurazione Ansei avesse permesso di allontanare i funzionari ostili a Ii Naosuke e i suoi avversari politici di alto rango, egli non ebbe lo stesso successo coi samurai di basso rango. Il suo regime dittatoriale di 20 mesi finì improvvisamente il 24 marzo 1860. 
Durante l'Incidente di Sakuradamon, Ii venne attaccato da una banda di 18 samurai lealisti provenienti da Mito e Satsuma e fatto a pezzi di fronte al Cancello di Sakurada (桜田門?, Sakuradamon) del Castello di Edo mentre si apprestava ad incontrare lo shōgun. L'assassinio di Ii Naosuke, che era considerato l'emblema del potere e dell'autorità del bakufu, rappresentò la fine di qualsiasi speranza per la resurrezione del potere dello shōgun.
La sua morte diede inizio ad un'onda di fanatismo lealista in tutto il Giappone e persino il poeta Tsunoda Tadayuki (角田忠行? , 1834-1918) scrisse una poesia congratulandosi con gli assassini di Ii. In seguito vi furono altri tentati omicidi di membri ed informatori del bakufu. L'ondata popolare di dissenso si scatenò anche contro i funzionari con distanti connessioni a Ii Naosuke. Shimada Sakon (島田左近?), servitore dei Kujō (九条家?, Kujō-ke), venne assassinato dai dissidenti per avere supportato il Trattato di Harris ed aver aiutato l'agente di Ii, Nagano Shuzen, ad esporre altri membri della Corte che vennero in seguito colpiti dall'Epurazione Ansei.
Lo shōgun e il bakufu furono colti di sorpresa dalla morte di Ii Naosuke, che fu tenuta segreta per alcuni mesi dopo suo assassinio. Durante questo periodo, essi dapprima sostennero che Ii svolgesse ancora l'incarico di Tairō, poi proclamarono la sua malattia e le dimissioni, e infine ne annunciarono la morte. I suoi assassini ricevettero in seguito l'amnistia da parte del bakufu, un precedente che verrà poi utilizzato da Yamagata Aritomo, membro chiave del Rinnovamento Meiji, per dimostrare che qualsiasi azione può venire perdonata se effettuata pensando al bene dell'Imperatore.

## Eredità
Dopo la sua morte, Ii Naosuke fu sia diffamato che difeso. Persino i suoi nemici ammisero che, assieme a Tokugawa Nariaki, era stato una delle più importanti figure politiche del tardo periodo Edo della storia giapponese. A causa dei suoi metodi spesso tirannici utilizzati per mantenere il suo potere, egli venne valutato negativamente sui mezzi di stampa, e dipinto come una persona malvagia nella maggior parte della letteratura contemporanea, per esempio nelle poesie di Tsunoda Tadayuki. Nonostante ciò, storici come Miyauchi e Beasley considerano Ii come un patriota che agì per il bene del Giappone e dell'Imperatore. Per affermare ciò, si basano sulla proposta avanzata da Ii nel 1853 in occasione dei negoziati con il Commodoro Perry, quando suggerì una politica di conciliazione ed un contemporaneo rafforzamento militare del Giappone, ritenendo che il Paese non era in grado di affrontare i poteri occidentali (che fu poi la politica attuata dal Governo Meiji). I successori di Ii non riuscirono ad abolire le sue politiche, e la sua attitudine verso gli stranieri diventò la base della politica giapponese nel periodo Meiji.
In seguito alla sua morte, la famiglia Ii venne disonorata per molti anni; recentemente, tuttavia, l'operato di Ii ha iniziato a venir riconsiderato con maggior favore. Il 7 ottobre 2009, Ii Naotake (井伊直岳? , vero nome Ii Takeo 井伊岳夫?), un discendente diretto di Naosuke, ha preso parte con i cittadini di Fukui ad una cerimonia di riconciliazione per l'esecuzione di Hashimoto Sanai (橋本左内 ?) durante l'Epurazione Ansei.

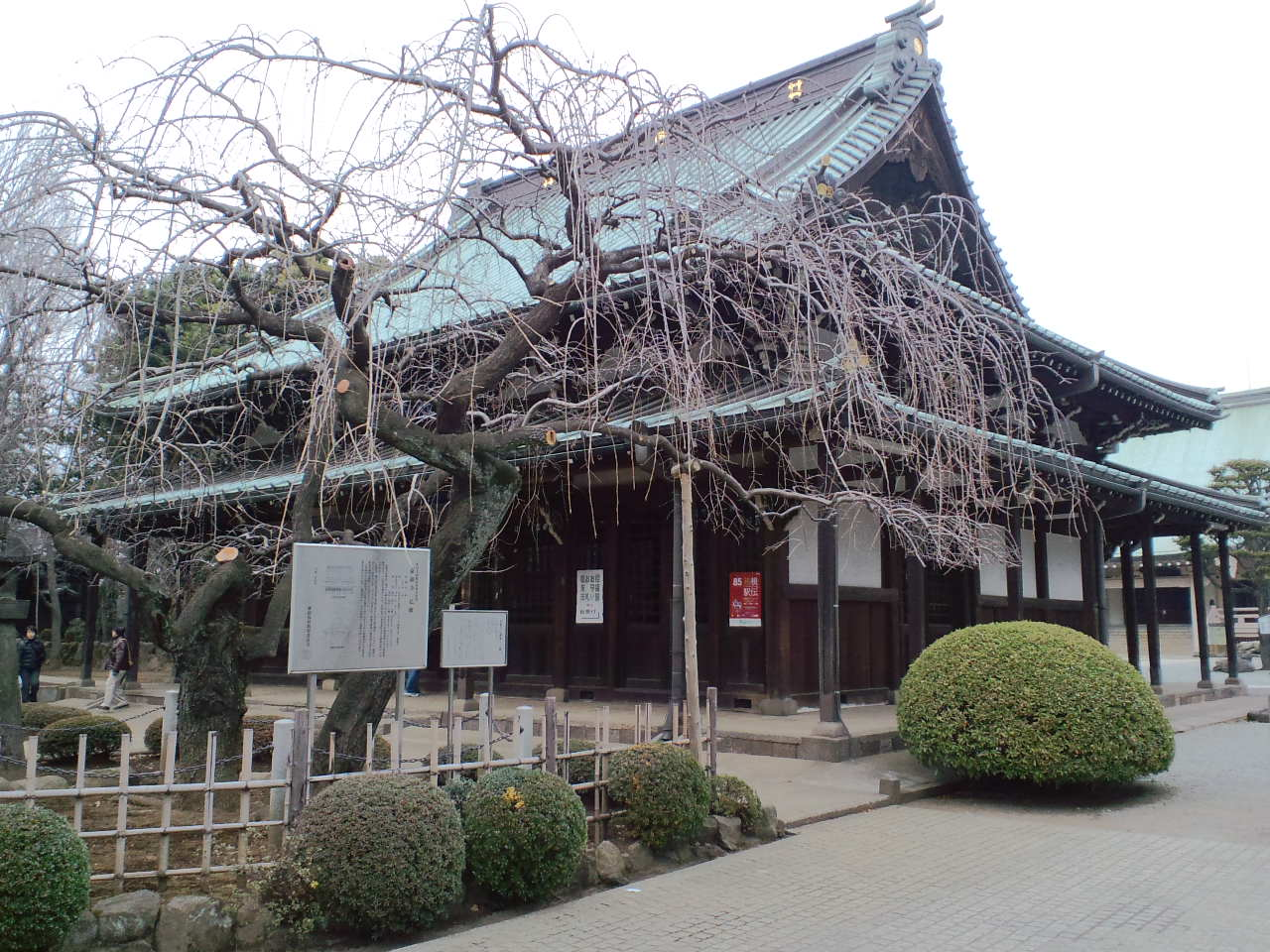
Gōtokuji, luogo di sepoltura

Ii è sepolto al tempio Gōtokuji (豪徳寺?), a Setagaya, Tokyo.